# Michael Gandolfi
Michael James Gandolfi (* 5. Juli 1956 in Melrose, Massachusetts) ist ein US-amerikanischer Komponist und Musikprofessor am New England Conservatory of Music (NEC).

## Leben
Gandolfi studierte zunächst am Berklee College of Music und ging dann ans NEC, wo er schließlich mit dem Master abschloss. 1986 studierte er am Tanglewood Music Center bei Oliver Knussen und Leonard Bernstein. Er unterrichtete an der Harvard University, der Indiana University und der Phillips Academy. 1997 wurde er zum Koordinator der Kompositionsabteilung am Tanglewood Music Center bestellt. Sein The Garden of Cosmic Speculation wurde durch den gleichnamigen schottischen Park inspiriert und erhielt 2009 eine Grammy-Nominierung.  Gandolfi schrieb auch Musikstücke für Kinder. Seine Werke wurden u. a. vom Boston Symphony Orchestra,  dem Houston Symphony Orchestra, BBC Scottish Symphony Orchestra aufgeführt. Er ist Mitglied der American Society of Composers, Authors and Publishers. Gandolfi lebt in Cambridge, Massachusetts.